# Hjalmar Christian Reinholdt Knuthsen
Hjalmar Christian Reinholdt Knuthsen (26. června 1859, Sønder Jernløse – kolem roku 1940) byl dánský inspektor severního Grónska.

## Životopis
Byl synem faráře Theodora Knuthsena a Anne Rosine Krumm Keyserové. Jeho sestra Ida Nina Elisabeth (1846–?) byla provdána za pastora a misionáře Petera Christiana Jensena (1841–1899). 7. září 1880 se v Qasigiannguitu oženil s Augustinou Margrethe Stybe (1854–?).
V roce 1872 přišel Knuthsen ve svých 13 letech do Grónska a pracoval jako dobrovolník v Qeqertarsuaqu, Appatu a Ilulissatu. V roce 1880 byl zaměstnán jako asistent v Ilulissatu. V roce 1881 byl jmenován správcem v Appatu. V roce 1882 převzal inspektorát Severního Grónska po Sophusovi Theodoru Krarup-Smithovi a již v roce 1883 ho vystřídal Niels Alfred Andersen. V roce 1885 byl koloniálním správcem v Aasiaatu. V roce 1903 vedl mineralogickou expedici v severním Grónsku.
V letech 1906 až 1909 byl Knuthsen předsedou společnosti Det Grønlandske Selskab (grónské vědecké společnosti). V roce 1940 vyšel ve výročním časopise této společnosti jeho nekrolog.